# 리위양
리위양(李雨陽, 이우양, 영문명 Eddie Lee, Eddie Li, 1979년 3월 30일 ~ )은 중화인민공화국 홍콩 특별행정구의 남성 영화배우, 텔레비전 연기자, 광고 모델이다.

## 생애
1998년 광고 모델로 첫 데뷔를 하였고 2003년 텔레비전 드라마에서 연기자 데뷔하였으며 이어 같은 해 2003년 홍콩 영화 《무간도 3(無間道 3)》의 단역 출연을 통하여 영화배우 데뷔를 하였다.